# Dinocryptus simulatus
Dinocryptus simulatus là một loài tò vò trong họ Ichneumonidae.